# Majoor Fransweg
Majoor Fransweg is een weg in Amsterdam Nieuw-West.

## Ligging en geschiedenis
De straat kreeg haar naam op 20 april 1939, vernoemd naar de briefroman Majoor Frans van Geertruida Bosboom-Toussaint, die elders in Amsterdam-West een straat naar haar vernoemd kreeg. Meerdere straten in de buurt kregen vernoemingen naar boektitels, zoals de Sara Burgerhartstraat (briefroman Sara Burgerhart). De straat begint aan de Wiltzanghlaan (vernoemd naar het gedicht Wiltzangh van Joost van den Vondel) en loopt vervolgens naar het noorden naar de De Roos van Dekamaweg (De Roos van Dekama van Jacob van Lennep). De straat maakt deel uit van het Algemeen Uitbreidingsplan van Cor van Eesteren van voor de Tweede Wereldoorlog, maar hier pas echt ingevuld in 1950.
De bewoners van de straat kijken allen uit op een parkje, dat hun scheidt van de Ringspoordijk. Vijf jaar nadat de eerste bewoners in de flats trokken, werden de bunkers van Nazi-Duitsland in de Ringspoordijk opgeruimd.
De straat heeft nooit openbaar vervoer gekend; de belangrijkste verkeersweg voor de deur Wiltzanghlaan zorgde daarvoor.

## Gebouwen
De huisnummers op van 2 tot en met 40 , alleen even huisnummers vanwege de eenzijdige bebouwing. De 86 woningen aan de Majoor Fransweg en De Roos van Dekamastraat (29-31) maken deel uit van een ontwerp van Zeeger Gulden en Izaäk Blomhert. Het zijn alle portieketagewoningen bestaande uit een plint met bergingen met daarboven vier woonlagen (aan de kop drie). Ze zijn neergezet in de periode van wederopbouw; er moest snel gebouwd worden en de woningen weken daardoor nauwelijks van elkaar af. Aan de Ferdinand Huyckstraat en Lauernessestraat zijn dezelfde woningen gebouwd. Uitzondering daarop is een scholencomplex van Christiaan Nielsen uit 1965, dat tegen de monumentstatus aanleunt (orde 2 met orde 3 voor monument). De woningen zijn één of meerdere keren gerenoveerd. Van de woningen is bekend dat ze na verloop van tijd last kregen van vocht en tocht. Daarom is/zijn de flat/flats ingepakt in uitwendig isolatiemateriaal.

## Kunst
Bij die snelle wederopbouw was niet veel tijd voor kunst in de openbare ruimte. Toch werd al bij inrichting van de straat in 1950 voor het gehele complex aan de drie straten bij de toegang van de binnentuinen acht zuilen ontworpen door kunstenaars Hans Ittmann, Hans Reicher, Arie Teeuwisse en Jan Meefout geplaatst. Ze hebben de vorm van een totempaal met elk twee banden met reliëfs. Het is vooralsnog niet bekend wie welke band heeft ontworpen.
De straat is op huisnummer 2 voorzien van een plaquette die Majoor Frans duidt.
In 2020 werd de kopse kant van de flat voorzien van een muurschildering. Kunstenaar Iriée Zamblé liet specialisten naar haar ontwerp Four peas in a pod zetten, verwijzend naar de buurt.

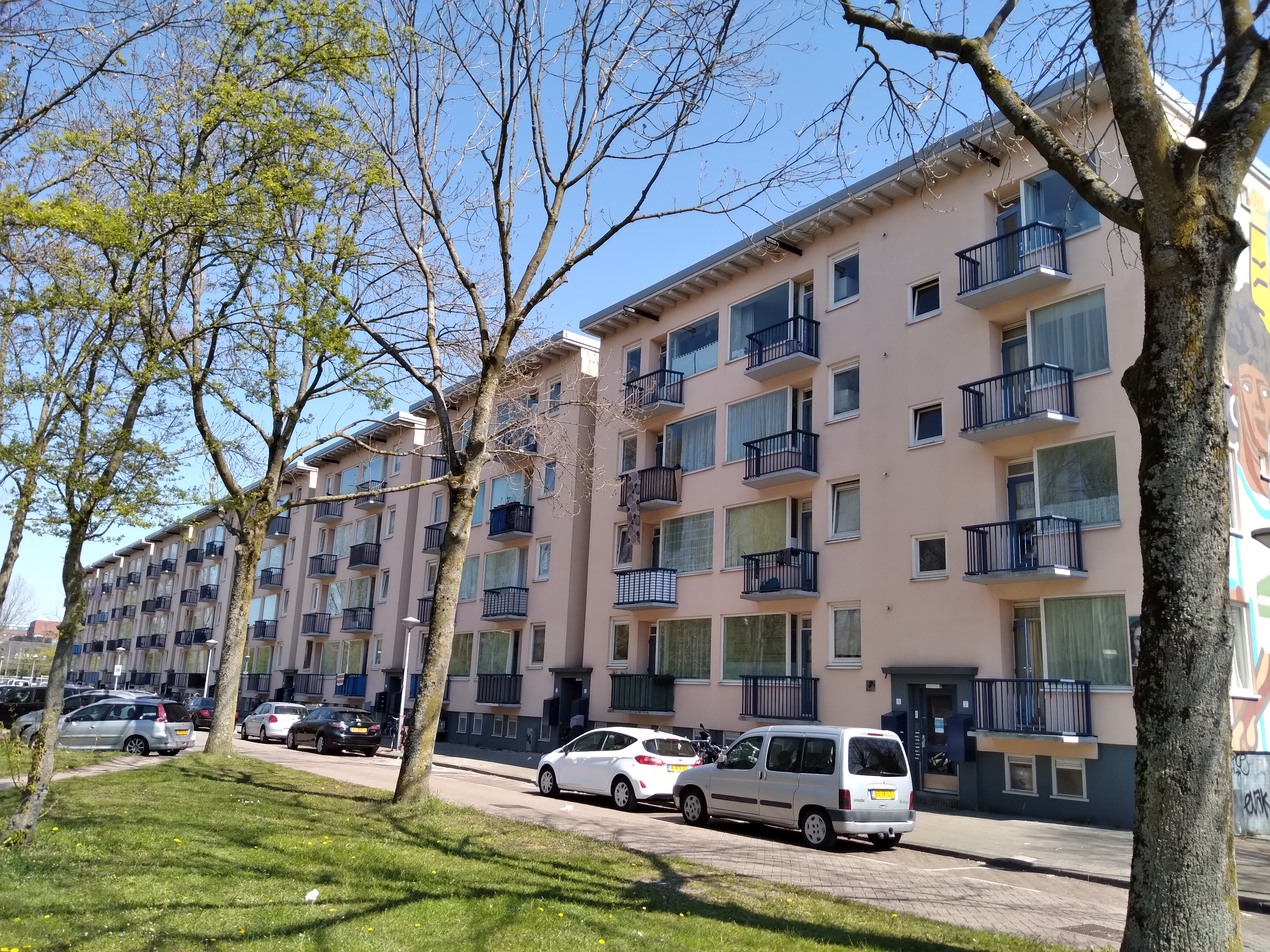
Majoor Fransstraat met rechts van de boom de muurschildering van Iriée Zamblé (april 2021)